# Vulkan
Vulkan é uma API de computação e gráficos 3D multiplataforma e de baixo overhead anunciada inicialmente na
GDC 2015 pela Khronos Group. A Vulkan API foi inicialmente referida como a "iniciativa OpenGL da nova geração" pela Khronos, mas o uso desses nomes foi descontinuado quando o nome Vulkan foi anunciado. Vulkan é derivada de e construída sobre os componentes da Mantle API da AMD, que foi doada pela AMD para a Khronos com o intuito de lhe dar a fundação para começar a desenvolver uma API de baixo nível que poderia padronizar a indústria, assim como OpenGL.

## Compatibilidade
Especificações iniciais afirmam que Vulkan irá trabalhar em hardware que suporta atualmente OpenGL ES 3.1 ou OpenGL 4.X e acima. Como o suporte para Vulkan requer novos drivers de gráficos, isto não implica necessariamente que todo dispositivo existente que suporta OpenGL ES 3.1 ou OpenGL 4.X terá drivers para Vulkan disponíveis.
Suporte de Vulkan para iOS e OS X foi recentemente anunciado (26 de fevereiro, 2018) pela Apple, o que fará com que ele seja basicamente universal. Metal.

### Software

#### Motores de jogos
Unreal Engine 4 – Em 21 de Fevereiro de 2016, Epic Games anunciou suporte de Vulkan para Unreal Engine 4 no evento Unpacked do Galaxy S7 da Samsung.
Source 2 – Em 3 de Março de 2015, Valve anunciou o motor Source 2, um motor de jogos que irá receber um rendering path com Vulkan.
Unity3D - Em 31 de Março de 2017, a Unity passou a ter suporte completo ao vulkan.

#### Aplicativos
The Talos Principle – The Talos Principle foi o primeiro jogo com suporte a renderização com Vulkan.
Vulkan Chopper – NVidia desenvolveu e lançou uma demonstração de Vulkan com seu site de desenvolvedores que demonstra o baixo overhead. Vulkan Choppers funciona em Windows e Linux desde o dia de lançamento e também está planejado o lançamento para Android.

## História
A Khronos Group começou o projeto de criar uma API de gráficos de nova geração em Julho de 2014 com uma reunião com a Valve Corporation. Em SIGGRAPH 2014, o projeto foi anunciado publicamente com uma chamada de participantes.
De acordo com o Escritório de Patentes e Marca Registrada dos Estados Unidos, a marca registrada para Vulkan foi feita em 19 de Fevereiro de 2015.
Vulkan foi formalmente nomeada e anunciada na Game Developers Conference 2015, apesar de especulações e rumores centrarem na existência de uma nova API e sendo referida como "glNext".